# 格凸河镇
格凸河镇，是中华人民共和国贵州省安顺市紫云苗族布依族自治县下辖的一个乡镇级行政单位。
2016年1月14日，贵州省人民政府批复同意紫云自治县部分乡镇行政区划调整，水塘镇更名为格凸河镇，格凸河镇辖原水塘镇行政区域，镇人民政府驻格凸河村。

## 行政区划
格凸河镇下辖以下地区：
沙戈村、旁如村、格甭村、落科村、桥头村、坝寨村、二关村、猫场村、大关村、银山村、金山村、长田村、塘坊村、沙坝村和羊场村。